# حملة نعم
حملة نعم (بالكاتلونية: Campanya del Sí) هي حملة كاتالونية تكون من العديد من منظمات والجمعيات المدينة بالإضافة لمجموعة من الأفراد. تتمثل حملة نعم في تشجيع الشعب الكاتلوني للتصويت بنعم في استفتاء استقلال كتالونيا 2017. تم إطلاق الحملة في 3 أغسطس 2017.
لقيت الحملة تشجيع كبير من الجمعية الوطنية الكاتالونية، بالإضافة لجمعية أومنيوم الثقافية، ورابطة البلديات من أجل الاستقلال، والحزب الديمقراطي الأوروبي الكتالوني، واليسار الجمهوري في كاتالونيا، وشمولية الوحدة الشعبية، والديمقراطيين في كاتالونيا، والحركة اليسارية، والتضامن الكتالوني من أجل الاستقلال.